# Iva Prandževa
Iva Koleva Prandževa (bolgarsko Ива Колева Пранджева), bolgarska atletinja, * 15. februar 1972, Plovdiv, Bolgarija.
Nastopila je na poletnih olimpijskih igrah leta 1996 in osvojila četrto mesto v troskoku, toda zaradi dopinga je bila diskvalificirana in kaznovana z dvoletno prepovedjo nastopanja. Leta 2000 je ponovno prekršila protidopinška pravila in prejela življenjsko prepoved nastopanja. Na svetovnih prvenstvih je osvojila srebrno in bronasto medaljo v troskoku, na svetovnih dvoranskih prvenstvih srebrni medalji v troskoku in bronasto v skoku v daljino, na evropskih dvoransko prvenstvih pa naslov prvakinje v troskoku leta 1996 ter bronasti medalji v troskoku in skoku v daljino.